# Лабержман-ле-Сёр
Лабержма́н-ле-Сёр (фр. Labergement-lès-Seurre) — коммуна во Франции, находится в регионе Бургундия. Департамент коммуны — Кот-д’Ор. Входит в состав кантона Сёр. Округ коммуны — Бон.
Код INSEE коммуны — 21332.

## Население
Население коммуны на 2010 год составляло 974 человека.
| 1962 | 1968 | 1975 | 1982 | 1990 | 1999 | 2010 |
| ---- | ---- | ---- | ---- | ---- | ---- | ---- |
| 792  | 718  | 663  | 723  | 785  | 795  | 974  |

## Экономика
В 2010 году среди 580 человек трудоспособного возраста (15—64 лет) 444 были экономически активными, 136 — неактивными (показатель активности — 76,6 %, в 1999 году было 66,9 %). Из 444 активных жителей работали 398 человек (221 мужчина и 177 женщин), безработных было 46 (17 мужчин и 29 женщин). Среди 136 неактивных 44 человека были учениками или студентами, 59 — пенсионерами, 33 были неактивными по другим причинам.